# American Nightmare 2: Anarchy
Pour les articles homonymes, voir American Nightmare.
Série American Nightmare
American Nightmare
(2013) American Nightmare 3 : Élections
(2016)
Pour plus de détails, voir Fiche technique et Distribution.
American Nightmare 2: Anarchy ou La Purge : Anarchie au Québec (The Purge: Anarchy) est un thriller américain écrit et réalisé par James DeMonaco, sorti en 2014.
Il s’agit du deuxième volet de la série de films American Nightmare / La Purge, entamée en 2013 avec le film du même titre, également écrit et réalisé par James DeMonaco.
Il est suivi par American Nightmare 3 : Élections, toujours écrit et réalisé par James DeMonaco et sorti en 2016. Néanmoins, chronologiquement, il est suivi par la série télévisée The Purge, diffusée depuis 2018, et prenant place entre le deuxième et le troisième volet.

## Synopsis
En 2023, à l'aube de la sixième Purge annuelle, la ville de Los Angeles se prépare pour ce terrible événement où pendant une période de douze heures consécutives, toute activité criminelle est permise. Mais cette année, un groupe de résistant anti-Purge mené par Carmelo Johns et son partenaire Dante Bishop tente de dénoncer les activités des Nouveaux Pères Fondateurs dont le but réel avec la Purge serait de se débarrasser des pauvres pour permettre au pays de faire des économies.
Eva Sanchez, une serveuse, rejoint sa fille Cali et son père atteint d'une maladie, pour passer cette nuit avec eux dans leur appartement. Mais une fois barricadée, elle découvre que son père n'est plus dans l'appartement et trouve une lettre. Ce dernier s'est vendu à une riche famille qui cherchait quelqu'un à torturer pendant la Purge contre une énorme somme d'argent pour sa fille et sa petite-fille.
Une fois que la Purge démarre, les deux femmes sont attaquées par un voisin qui désire punir Eva de constamment l'ignorer et ce avant d'être enlevées par un commando. Un commando aux ordres des Nouveaux Pères Fondateurs et à la recherche de personnes pour leurs jeux macabres entre riches les soirs de Purge. Mais elles sont sauvées de justesse par Léo, un homme participant à la Purge dans le but de tuer l'homme ayant renversé son fils en voiture l'année précédente.
Ils vont également faire la rencontre de Shane et Liz, un jeune couple récemment séparé dont la voiture est tombée en panne à cause d'un purgeur qui l'a sabotée avant le début de l'événement afin de les piéger. Ensemble ils vont faire équipe pour tenter de survivre à cette nuit de mort.

## Fiche technique
Sauf indication contraire, les informations mentionnées dans cette section peuvent être confirmées par la base de données cinématographiques IMDb,  présente dans la section « Liens externes ».
- Titre original : The Purge: Anarchy
- Titre français : American Nightmare 2: Anarchy
- Titre québécois : La Purge : Anarchie
- Réalisation et scénario : James DeMonaco
- Musique : Nathan Whitehead
- Direction artistique : Brad Ricker
- Décors : Missy Parker
- Costumes : Hala Bahmet
- Photographie : Jacques Jouffret
- Montage : Vince Filippone et Todd E. Miller
- Production : Michael Bay, Jason Blum, Andrew Form, Brad Fuller et Sébastien K. Lemercier
- Sociétés de production : Blumhouse Productions, Platinum Dunes et Why Not Productions
- Société de distribution : Universal Pictures
- Budget : 11 millions de dollars[1]
- Pays d'origine :  États-Unis
- Langues originales : anglais
- Format : couleur - 2.39 : 1 - son Dolby Digital / Dolby Surround 7.1 / Dolby Atmos
- Genre : Action, horreur, thriller et science-fiction
- Durée : 103 minutes
- Dates de sortie :
  - États-Unis, Québec : 18 juillet 2014
  - France : 23 juillet 2014
- Classifications : 
  - Interdit aux moins de 12 ans[2] en France par le CNC
  - 13+ (violence) au Québec par la Régie du cinéma
  - R (Restricted) aux États-Unis par le MPAA

## Distribution
- Frank Grillo (VF : Nessym Guetat ; VQ : Pierre Auger) : Leo Barnes (crédité en tant que Le Sergeant)
- Carmen Ejogo (VF : Annie Milon ; VQ : Hélène Mondoux) : Eva Sanchez
- Zoë Soul (en) (VF : Kelly Marot ; VQ : Catherine Brunet) : Cali Sanchez
- Kiele Sanchez (VF : Laëtitia Lefebvre ; VQ : Magalie Lépine-Blondeau) : Liz
- Zach Gilford (VF : Pascal Nowak ; VQ : Philippe Martin) : Shane
- Michael K. Williams (VF : Frantz Confiac ; VQ : Patrick Chouinard) : Carmelo Johns
- Justina Machado (VF : Sophie Riffont ; VQ : Marika Lhoumeau) : Tanya
- John Beasley (VF : Pascal Nzonzi ; VQ : Vincent Davy) : Papa Rico Sanchez
- Jack Conley (VF : Bernard Métraux ; VQ : Marc Bellier) : Big Daddy
- Noel Gugliemi (VF : Gilles Morvan ; VQ : Louis-Philippe Dandenault) : Diego
- Cástulo Guerra (VF : Denis Boileau ; VQ : Jean-Luc Montminy) : Barney
- Edwin Hodge (VF : Jean-Baptiste Anoumon ; VQ : Hugolin Chevrette-Landesque) : Dante Bishop (crédité en tant que L’Étranger)
- Lakeith Stanfield : Visage de Ghoul
- Roberta Valderrama (en) (VF : Stéphanie Hédin) : Lorraine
- Niko Nicotera (en) (VF : Patrick Mancini) : Roddy
- Nicholas Gonzalez : Carlos
- Brandon Keener (en) (VF : Cédric Ingard) : Warren Grass
- Judith McConnell : la vieille femme élégante
- Cindy Robinson (en) (VF : Catherine Le Hénan) : la voix annonçant la Purge

Sources et légende : version française (VF) sur RS Doublage et AlloDoublage ; version québécoise (VQ) sur Doublage.qc.ca

## Production

### Développement
En juin 2013, Universal Pictures et le producteur Jason Blum annoncent le développement d'un second volet pour le film American Nightmare à la suite de son succès.
En novembre 2013, le film est annoncé pour une sortie rapide pour le mois de juin 2014 avant d'être décalé à l'été 2014, plus exactement, au mois de juillet.

### Tournage
Le tournage a lieu entre le 1er janvier et le 1er février 2014 à Los Angeles.

## Accueil

### Critiques
Le film reçoit généralement des critiques mitigées, mais un peu plus positives que son prédécesseur. Sur le site agrégateur de critiques Rotten Tomatoes, il obtient un score de 56 % de critiques positives, avec une note moyenne de 5,4/10 sur la base de 57 critiques positives et 73 négatives.
Le consensus critique établi par le site résume que le film est macabre et dispose d'une certaine ambition qui lui permet de bénéficier d'une légère amélioration par rapport à son prédécesseur même s'il n'est pas toujours aussi intelligent qu'il le souhaite.
Sur Metacritic, il obtient un score de 50/100 sur la base de 32 critiques.

### Box-office
| Pays ou région    | Box-office      | Date d'arrêt du box-office | Nombre de semaines |
| ----------------- | --------------- | -------------------------- | ------------------ |
| États-Unis Canada | 71 962 800 $    | 18 septembre 2014          | 9                  |
| France            | 537 534 entrées | 23 septembre 2014          | 9                  |
| Monde hors USA    | 39 965 565 $    | -                          | -                  |
| Total mondial     | 111 928 365 $   | -                          | -                  |